# Al-Ahram Beverage Company
Al-Ahram Beverage Company (Аль-Аграм Бевередж Кампані, від араб. ألأهرام — «Піраміди») — підприємство харчової промисловості Єгипту, що випускає пиво, солод, безалкогольні напої, вино та інші алкогольні напої. На багатьох сегментах єгипетського ринку алкоголю компанія займає монопольне положення.

## Історія
Компанія веде свою історію від 1897 року, в якому було засновано компанію Crown Brewery Company, яка започаткувала виробництво пива в Александрії.
1963 року компанію було націоналізовано і вона перебувала у державній власності понад 30 років до приватизації у 1997 році.
2002 року власником компанії стала міжнародна пиоварна група Heineken N.V., технічну співпрацю з якою єгипетські пивовари започаткували ще 1946 року. Попередній власник компанії єгипетський бізнесмен Ахмет Зайят отримав від цього продажу 280 мільйонів доларів США.
Наразі Al-Ahram Beverage Company є практично монополістом на єгипетському ринку алкогольних напоїв (без урахування імпорту), безумовним лідером на єгипетському пивному ринку, утримуючи 93 % його обсягів, на частку компанії також припадає 11 % внутрішнього ринку безалкогольних напоїв.
Єдиним місцевим конкурентом Al-Ahram на ринку пива та вина є компанія Egyptian International Beverage Company, що працює з 2005 року.

## Асортимент продукції

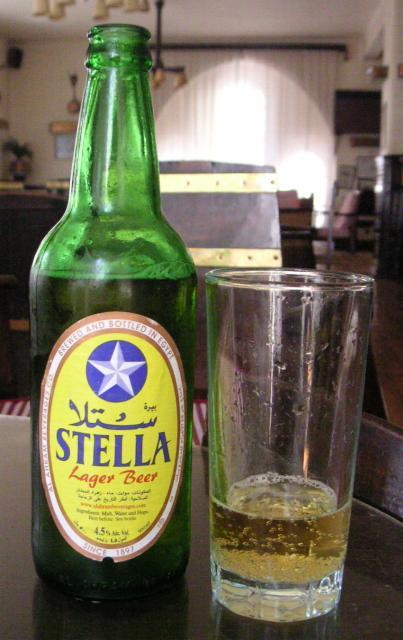
Пиво Stella Lager

### Пиво
- Stella Lager Алк.: 4,5 %. Основний пивний бренд компанії.
- Sakara Gold Алк.: 4,0 %.
- Sakara King Алк.: 10,0 %.
- Meister Max Алк.: 8,0 %.
- Heineken Lager Beer Алк.: 5,0 %. За ліцензією Heineken N.V..

### Алкогольні напої
З огляду на те, що домінуюча релігія Єгипту (іслам) забороняє вживання алкоголю, виробництво алкогольних напоїв (як зрештою й пива) орієнтоване насамперед на іноземних туристів, що відвідують країну і на яких припадає близько 75% внутрішнього споживання алкогольних напоїв. З огляду на популярність системи обслуговування «все включено» у готельному господарстві країни, у Єгипті існує постійний значний попит з боку готелів на вино та максимально широкий спектр міцних алкогольних напоїв за найменшими можливими цінами.
Al-Ahram Beverage Company успішно працює на цьому сегменті ринку, випускаючи горілку ID, віскі Auld Stug, ром Cubana, бренді Dinsmore, джин Butler's, а також напій Malavado, який за рецептурою та смаковими якостями відноситься до текіл.
Компанія випускає понад 10 сортів білого, червоного та рожевого вина, у тому числі ігристого, яке виготовляється здебільшого з місцевого винограду.
Алкогольна продукція Al-Ahram Beverage Company дозволяє єгипетським готелям виконувати зобов'язання щодо надання обслуговування на умовах «все включено» без необхідності імпорту порівняно дорогих міцних алкогольних напоїв з країн їх традиційного виробництва.

### Слабоалкогольні напої
Асортимент слабоалкогольних напоїв включає напої під торговельними марками ID Edge та ID Double Edge на основі горілки та фруктових ароматизаторів («кавун», «зелене яблуко», «лайм», «ананас»).

### Безалкогольні напої
Компанія також випускає безалкогольні напої на основі солоду:
- Amstel Zero
- Fayrouz
- Birell